# (2279) Барто
(2279) Барто — астероид главного пояса, который был открыт 25 февраля 1968 года советским астрономом Л.И.Черных в Крымской астрофизической обсерватории и назван в честь советской детской писательницы  Агнии Барто.